# Ledra Palace Hotel
 (octobre 2021).

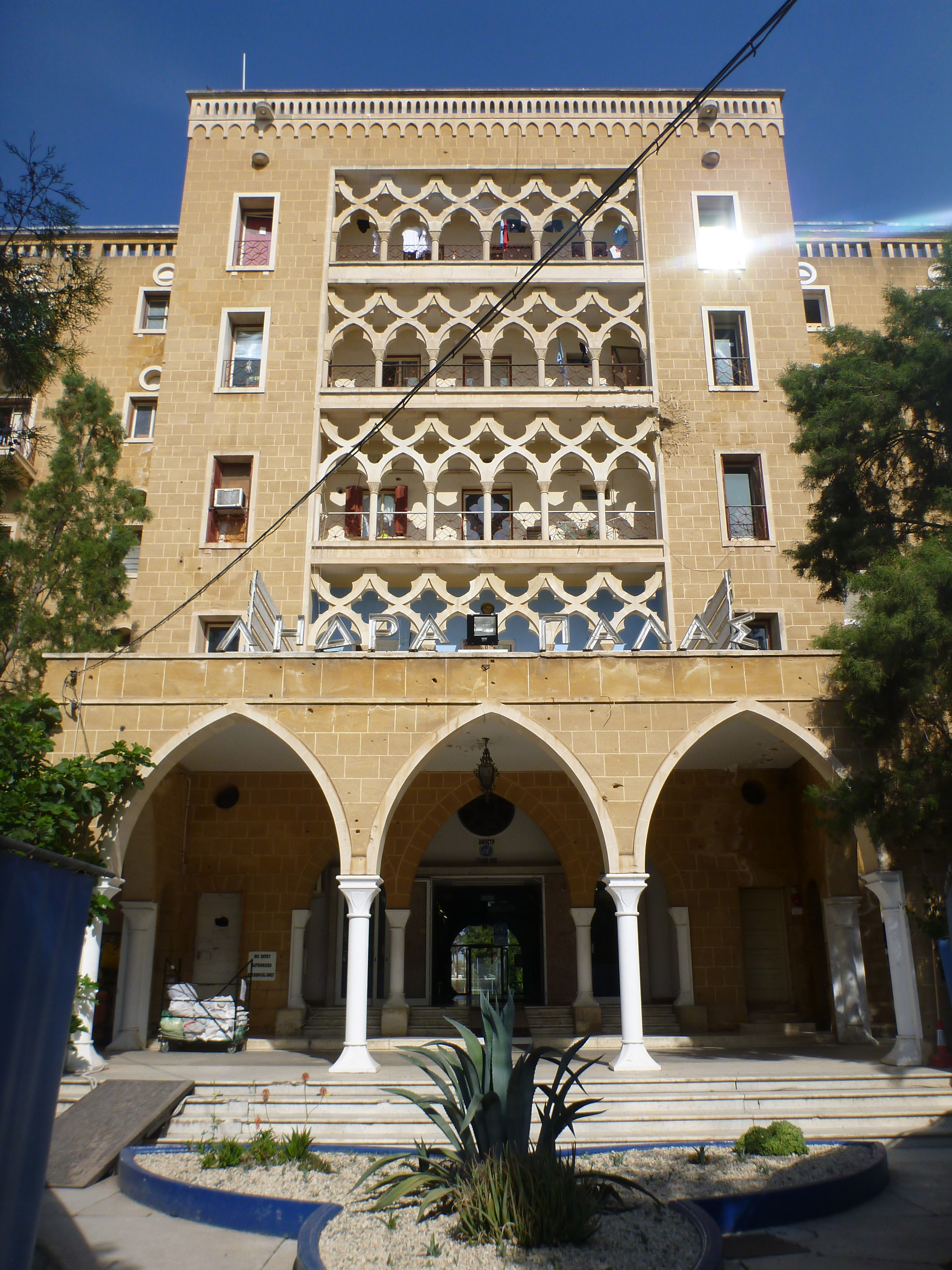
La façade est, et des restes de l'enseigne au néon avec l'inscription "ΛΗΔΡΑ ΠΑΛΑΣ"

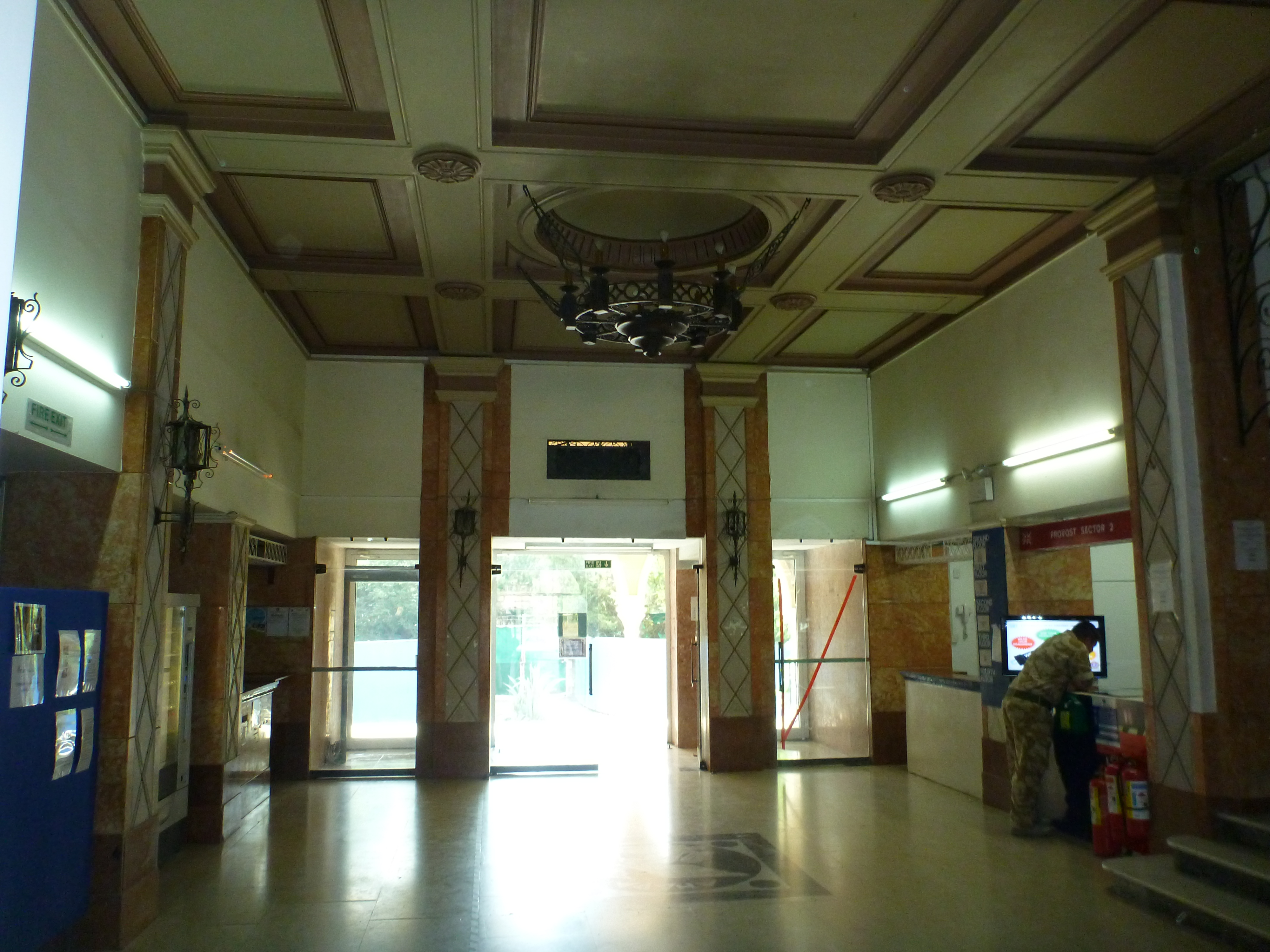
L'ancien hall de l'hôtel

Le Ledra Palace Hotel (en grec moderne : Λήδρα Πάλας ou Lídra Pálas) est un ancien hôtel de Nicosie à Chypre. Jusqu'à l'invasion turque de 1974, il était le plus luxueux hôtel de l'île. Il abrite depuis le quartier général des Forces des Nations Unies chargées du maintien de la paix à Chypre.

## Histoire
L'architecte Benzion Ginsberg (en anglais Benjamin Günsberg) a construit un total de quatre bâtiments à Chypre, le Forest Park Hotel et la Hahollades House à Larnaca, la maison n° 311 dans la Rue d'octobre et le Ledra Palace Hotel à Nicosie, à partir de 1949 sur ce qui était la rue King Edward VII (plus tard l'avenue Markos Drakos). D'une part, il reprend des formes du gothique chypriote, d'autre part, des formes vénitiennes se retrouvent également dans la façade.
Avec le Hilton Nicosia et le Forest Park Hotel de Larnaca, c'est l'un des trois hôtels qui ont été les premiers à installer une piscine à Chypre en 1966. Les clients de l'hôtel comprenaient notamment Richard Burton et Elizabeth Taylor.
De 1967 à 1968, il a été rénové et agrandi. Il a dû fermer en 1974 après que les Nations unies ont déclaré que la propriété de l'hôtel faisait partie de la Ligne verte de Chypre. L'Organisation des Nations unies a installé son siège dans le bâtiment. Le bâtiment a maintenant un besoin considérable de rénovations. En avril 2019, les forces de maintien de la paix de l'ONU ont emménagé dans de nouveaux bâtiments en face de l'hôtel.
Le bâtiment est devenu célèbre comme lieu de rencontre pour les dirigeants des groupes ethniques grecs et turcs.